# Vară romantică
Vară romantică este un film românesc din 1961 regizat de Sinișa Ivetici. Rolurile principale au fost interpretate de actorii Nicolae Praida, Gabriela Marinescu, Toma Caragiu.

## Distribuție
Distribuția filmului este alcătuită din:
- Mihai Mereuță
- Titus Lapteș — Directorul C.F.R.
- Ariton Petrescu
- Nicolae Praida — Andrei
- Cristea Niculescu
- Dragoș Belea — Dan
- Colea Răutu — Omul cu părul cărunt
- Vasile Răchită — Băiatul cu găleata
- Gabriela Marinescu — Ioana
- Sabina Roșianu — Olguța
- Marin Nicolae — Puștiul cu șutul
- Teodor Berca
- Constantin Stoica — Barbu
- Geo Barton — Căpitanul în rezervă
- Haralambie Polizu — Muncitorul surd
- Petre Dan — Petruț
- Lupu Buznea
- Ernest Maftei — Toader
- Marcel Vlaicu — Zburlitu
- Maria Marselos
- Toma Caragiu — Tatăl lui Vlad
- Sinișa Ivetici — Maiorul neamț
- Traian Petruț

## Primire
Filmul a fost vizionat de 1.087.960 de spectatori în cinematografele din România, după cum atestă o situație a numărului de spectatori înregistrat de filmele românești de la data premierei și până la data de 31 decembrie 2014 alcătuită de Centrul Național al Cinematografiei.